# Mahira Khan
Mahira Hafeez Khan (Karachi, 21 de diciembre de 1984) es una actriz paquistaní. Activa tanto en el cine como en la televisión de su país, la actriz ha ganado el Premio Lux Style y el Premio Hum.
Nacida en Karachi, Khan hizo su debut en la pantalla gigante junto con Atif Aslam en la película dramática Bol (2011), que le valió una nominación a los premios Lux Style por mejor actriz. Su actuación en Humsafar le valió ganar el mencionado premio en la categoría de mejor actriz de televisión.

## Biografía

### Primeros años
Khan nació en Karachi el 21 de diciembre de 1984. Su padre, Hafeez Khan, nació en Delhi durante la ocupación británica y emigró a Pakistán tras la Partición de la India.
Khan realizó sus estudios básicos en Karachi. A los 17 años se mudó a California, Estados Unidos, para cursar estudios universitarios en la Universidad del Sur de California. Sin embargo, no pudo completar sus estudios y regresó a su país en 2008. Durante su estancia en el país norteamericano se desempeñó como cajera en una tienda.

### Carrera

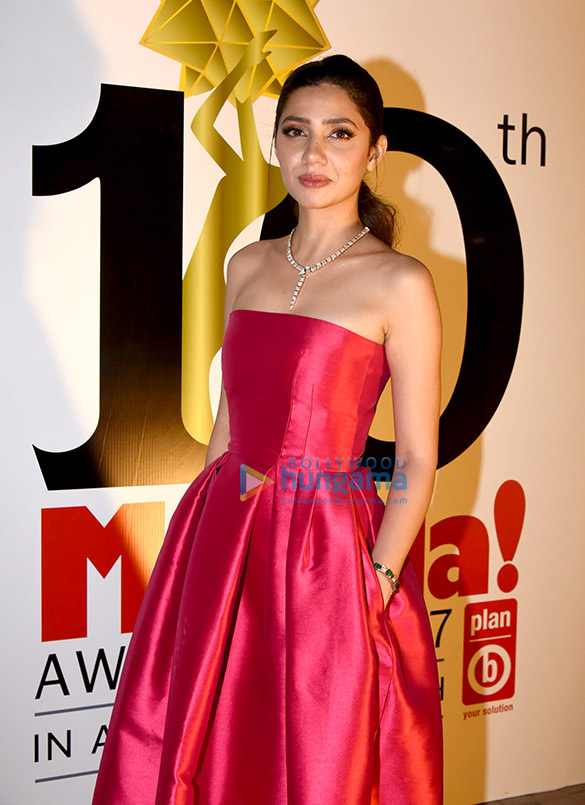
Khan en la gala de los premios Masala.

En 2011 hizo su debut en la pantalla grande en un papel de reparto en la película de Shoaib Mansoor Bol. Interpretó el papel de Ayesha, una chica de clase media con una fuerte pasión por la música. La cinta fue un éxito de taquilla y de crítica y se convirtió en una de las películas más taquilleras en la historia del cine de Pakistán. El mismo año debutó en televisión en la serie Neeyat, dirigida por Mehreen Jabbar.
Acto seguido apareció en la serie de televisión dirigida por Sarmad Khoosat Humsafar, hecho que marcó el debut de Khan en la televisión. Su actuación en la serie, que demostró ser un éxito comercial, convirtió a Mahira en la actriz más popular de la televisión paquistaní.
En 2013 interpretó el papel principal en la serie Shehr-e-Zaat. Un año después protagonizó la serie Sadqay Tumhare, en la que interpretó el papel de Shano. Por su actuación, obtuvo un premio Lux Style y dos premios Hum. Otras producciones cinematográficas que le valieron premios y nominaciones fueron Bin Roye y Ho Mann Jahaan. En 2017 protagonizó la película india Raees, debutando en la industria cinematográfica de Bollywood. Ese mismo año inició su carrera como cantante.

## Plano personal
La actriz tiene un hermano menor, Hassaan Khan, periodista de profesión.
Khan conoció a su futuro esposo Ali Askari en 2006 en Los Ángeles. La pareja se casó en 2007 en una ceremonia tradicional islámica, aunque el padre de Khan no estuvo de acuerdo con la celebración del matrimonio. La pareja se divorció en 2015 y tuvo un hijo.

## Filmografía

### Cine
| Año  | Título            | Papel       | Director                 |
| ---- | ----------------- | ----------- | ------------------------ |
| 2011 | Bol               | Ayesha Khan | Shoaib Mansoor           |
| 2015 | Bin Roye          | Saba Shafiq | Shahzad Kashmiri         |
| 2015 | Manto             | Madaran     | Sarmad Khoosat           |
| 2016 | Ho Mann Jahaan    | Manizeh     | Asim Raza                |
| 2016 | Actor in Law      | Ella misma  | Nabeel Qureshi           |
| 2017 | Raees             | Aasiya      | Rahul Dholakia           |
| 2017 | Verna             | Sara        | Shoaib Mansoor           |
| 2018 | 7 Din Mohabbat In | Neeli       | Meenu Gaur & Farjad Nabi |

### Televisión
| Año  | Título                       | Papel             |
| ---- | ---------------------------- | ----------------- |
| 2006 | MTV's Most Wanted            | Presentadora      |
| 2008 | Weekends with Mahira         | Presentadora      |
| 2011 | 10th Lux Style Awards        | Presentadora      |
| 2011 | Neeyat                       | Aalia             |
| 2011 | Humsafar                     | Khirad Ehsan      |
| 2012 | Shehr-e-Zaat                 | Falak             |
| 2012 | Coke Kahani                  | Ella misma        |
| 2013 | 1st Hum Awards               | Presentadora      |
| 2014 | TUC The Lighter Side of Life | Presentadora      |
| 2014 | Sadqay Tumhare               | Rukhsana "Shanno" |
| 2015 | 14th Lux Style Awards        | Presentadora      |
| 2016 | Bin Roye                     | Saba Shafiq       |
| 2017 | Manto                        | Madari            |